# 731 (Цілком таємно)

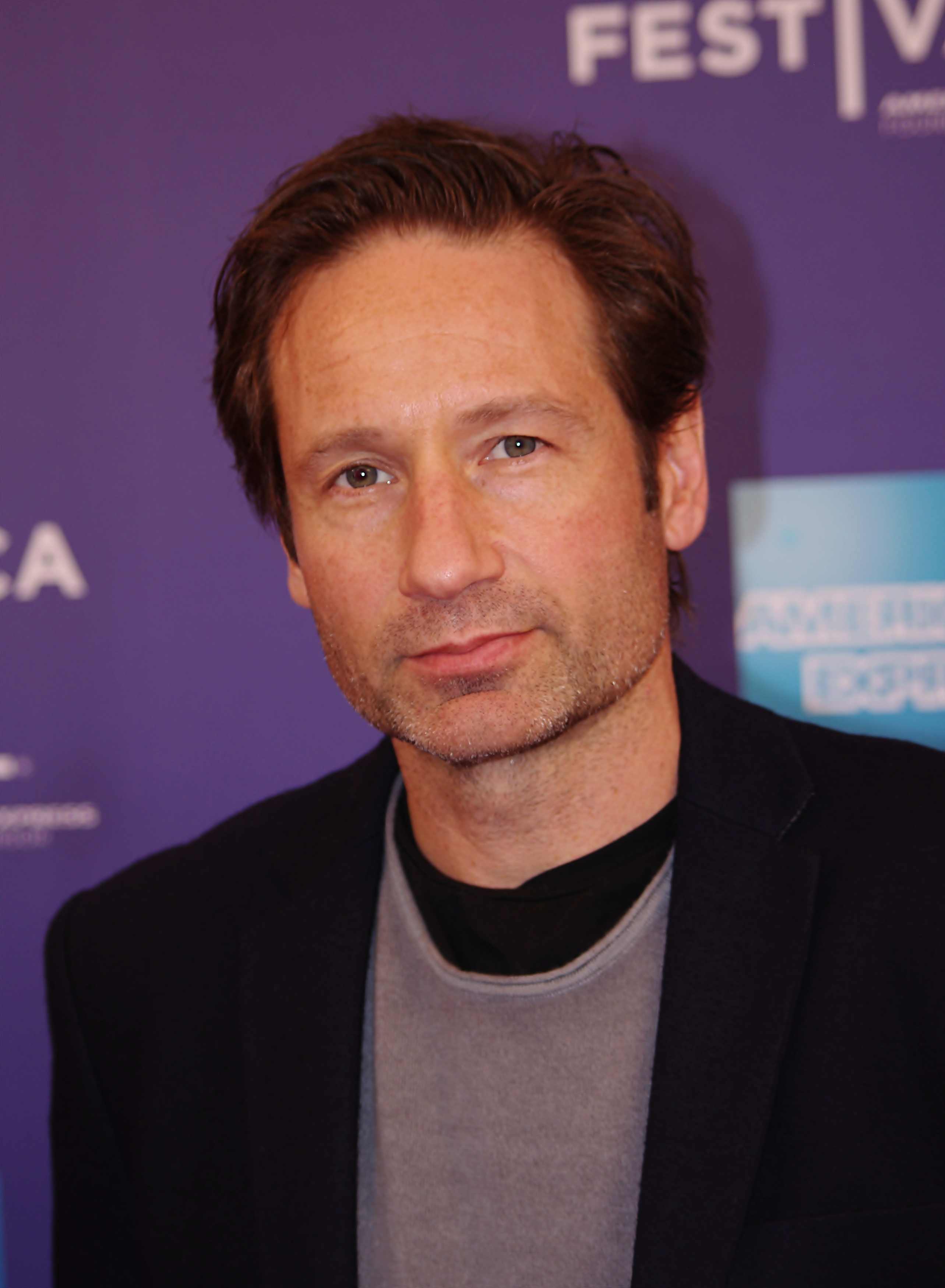

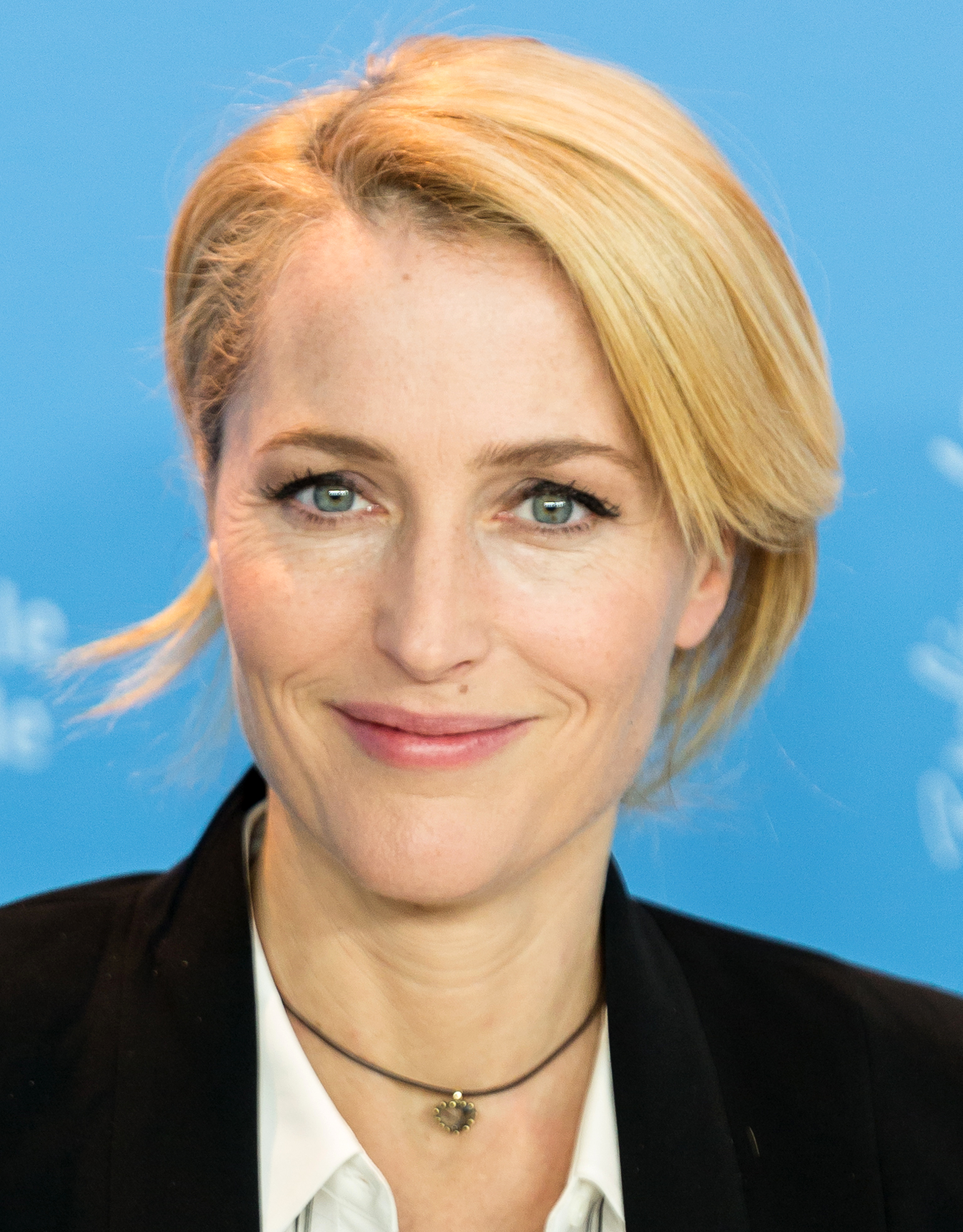

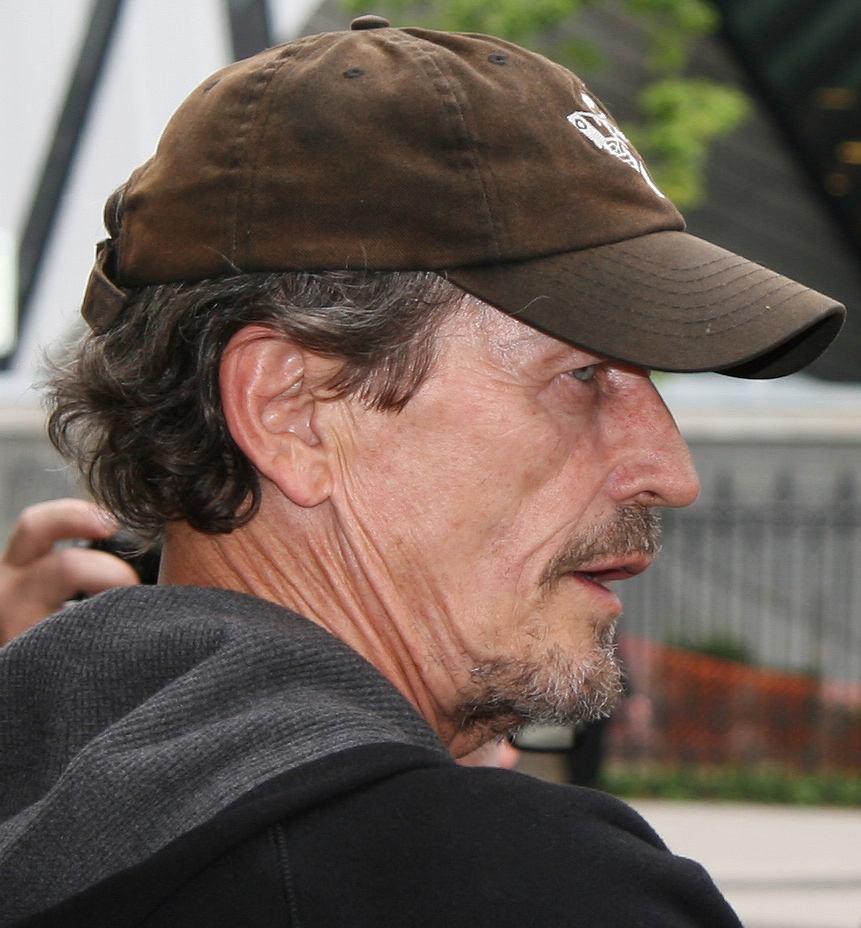

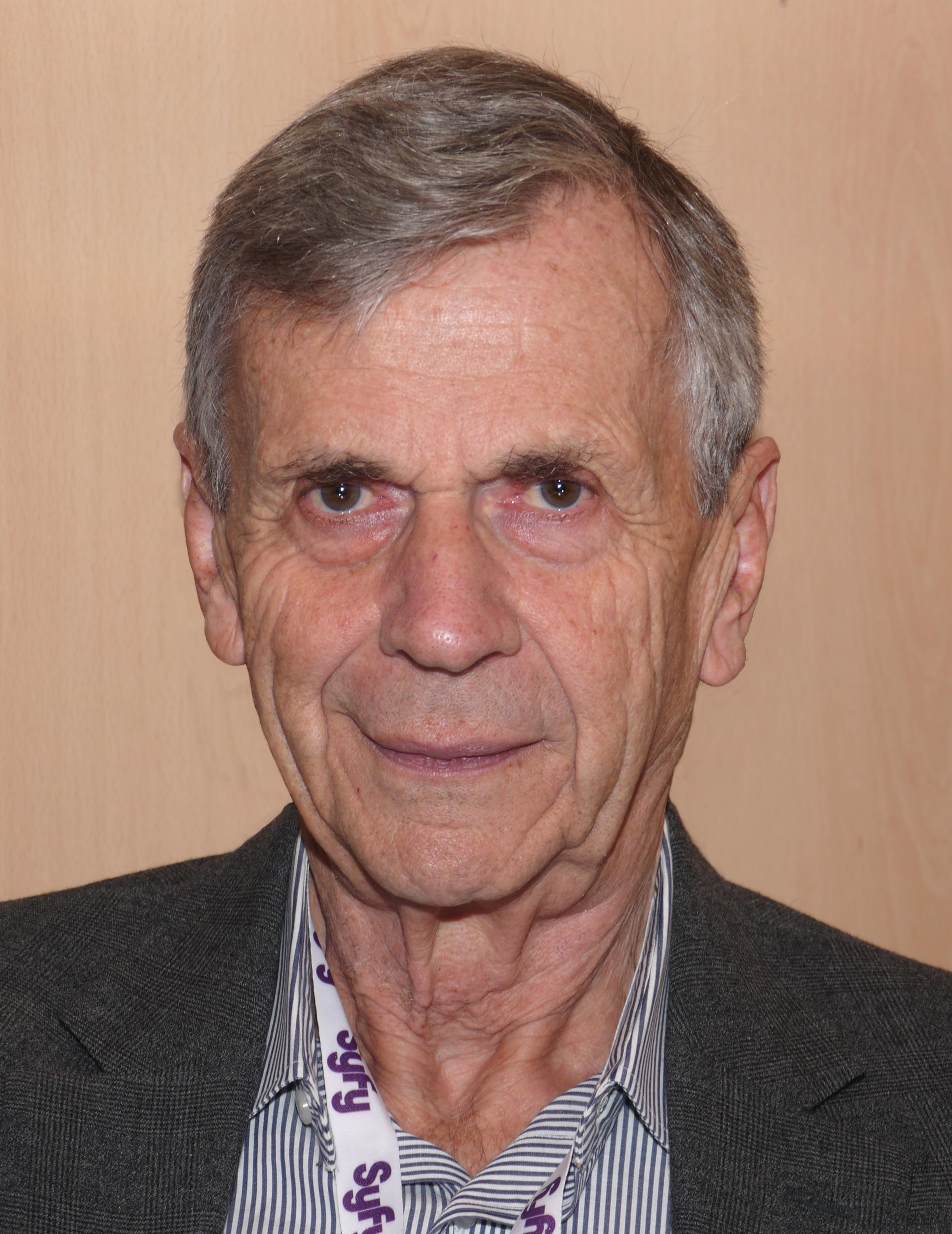

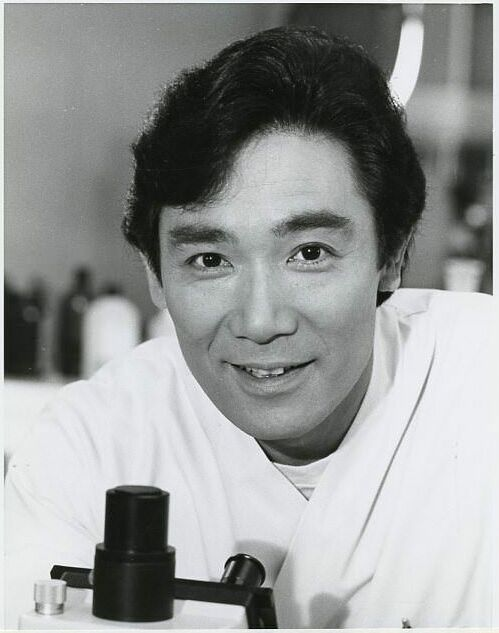

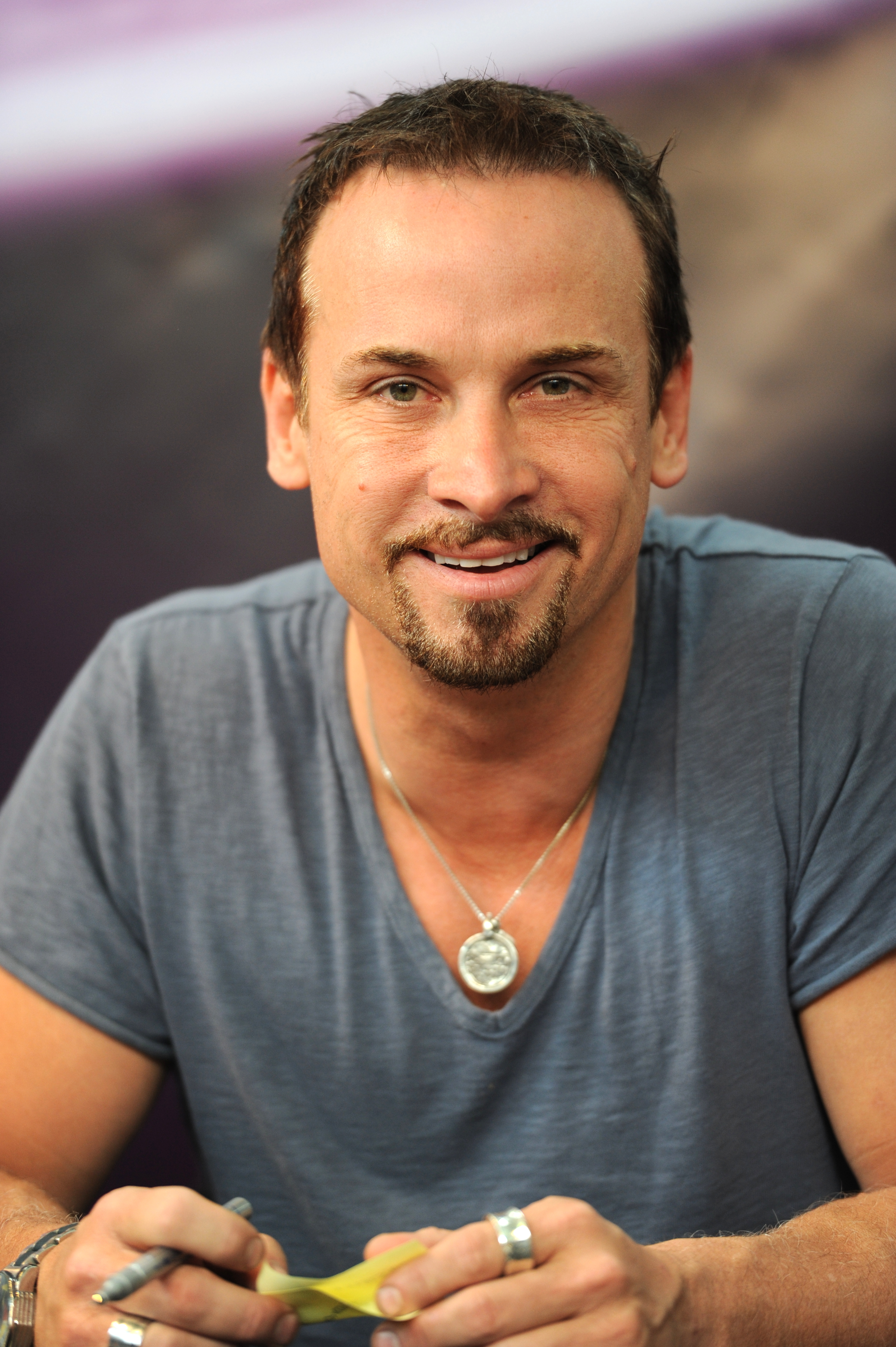

«731» — десята серія третього сезону американського науково-фантастичного серіалу «Цілком таємно». Вперше була показана на телеканалі Фокс 1 грудня 1995 року. Сценарій до нього написав Френк Спотніц, а режисером був Роб Боуман. Серія належить до «міфології». Ця серія отримала рейтинг Нільсена в 12 балів і її подивились 17,68 млн осіб. Директор картини Джон Бартлі отримав нагороду від Американської спілки кінооператорів за цю серію.
Серіал розповідає про двох агентів ФБР Фокса Малдера (роль виконав Девід Духовни) та Дейну Скаллі (роль виконала Джилліан Андерсон), які розслідують паранормальні випадки, що називають «файли X». В цій серії Малдер пробирається у вагон, в якому перевозять гібрида людини і інопланетянина, а тим часом Скаллі намагається з'ясувати правду про її викрадення. Ця серія є частиною двосерійного сюжету, який почався в епізоді «Нісей».

## Сюжет
У Квіннімонті (Західна Вірджинія) група вояків приїжджає в покинутий центр дослідження прокази. Солдати змушують усіх пацієнтів сісти у вантажівки та везуть кудись. Декільком пацієнтам вдалось сховатись, і вони біжать за вантажівками, щоб подивитися, куди везуть інших. Вантажівки зупиняються, пацієнтів змушують вийти. Їх та гібридів людини з інопланетянином розстрілюють і вони падають у величезну яму.
Тим часом Малдер стрибає з моста на дах потяга, впустивши при цьому свій мобільний телефон. Скаллі намагалась по телефону відговорити Малдера це робити, бо містер X сказав їй, що це дуже небезпечно. Коли вона питає в містера X, що це все означає, він радить їй ретельніше дослідити мікрочип, який був у неї шиї, і каже, що в ньому всі відповіді на її запитання. Малдер знаходить вагон, але він зачинений і потрібен код, щоб відчинити двері. Малдер намагається знайти японського вченого доктора Заму, який їде цим потягом, щоб дізнатися від нього код, в його купе науковця немає. Малдер просить кондуктора допомогти. Поки Малдер з кондуктором шукають Заму, його знаходить інша людина і вбиває.
Скаллі йде до спеціаліста з комп'ютерних систем агента Пендрелла і показує йому чип. Пендрелл каже, що структура цього чипу дуже складна і що він може читати думки та переписувати пам'ять. Також він з'ясовує, що чип був виготовлений доктором Замою в центрі дослідження прокази у Західній Вірджинії. Скаллі їде туди і знаходить в Центрі декількох пацієнтів, що вижили, які розповідають Дейні, що їм вдалось уникнути «команди смерті», та що доктор Зама ставив над ними експерименти і що японець вже давно покинув цей центр. Один з пацієнтів показує Скаллі братську могилу інших пацієнтів, але раптом прибувають військовики й убивають цього пацієнта. Солдати приводять Скаллі до одного з членів синдикату.
Малдер знаходить доктора Заму вбитим, а поруч з ним журнал, написаний японською мовою. Малдер іде до вагона і бачить, що він відчинений. Він заходить всередину і на нього нападає та сама людина, яка вбила доктора Заму. Кондуктор зачиняє двері й біжить по допомогу. Малдеру вдалося побороти людину, яка на нього напала. Цією людиною виявляється агент Агентства національної безпеки. Він повідомляє, що у вагоні бомба, і якщо ввести неправильний код на двері, вона вибухне, але Малдер йому не вірить. Тим часом член синдикату дає Скаллі свій мобільний телефон, дзвонить на телефон агента АНБ, який він передає Малдеру. Скалі підтверджує все сказане агентом АНБ. Вона допомагає Малдеру визначити місцезнаходження бомби. Вона розташована на стелі. Малдер звелів передати через кондуктора наказ машиністу їхати на якомога безлюднішу територію, зупинити там і від'єднати вагон, що й було зроблено. Малдер детальніше розпитує агента АНБ, і він розповідає, що гібрид людини і інопланетянина, який перевозять у цьому вагоні, має імунітет до біологічної зброї. Доктор Зама намагався перевезти його до Японії щоб продовжити дослідження, але американський уряд не хотів, щоб це сталося й вирішив знищити гібрид разом з усім вагоном. Агенту АНБ наказали вбити доктора Заму та знищити гібрид.
Скаллі передивляється відеозапис розтину інопланетянина та видивляється на ньому код для виходу. Вона повідомляє цей код Малдеру. Малдер вводить код і одразу після цього агент АНБ нападає на нього. Агент АНБ вже збирається виходити з вагона, але раптом з'являється містер X, убиває агента АНБ і виносить Малдера з вагона.
Через деякий час Малдер намагається знайти інформацію про вагон, але йому це не вдається. Скаллі повертає йому журнал, знайдений у вагоні, але коли Малдер бачить його, розуміє, що він підроблений. Тим часом інша людина перекладає справжній журнал у присутності Курця.

## Створення
Ідея створити серію із Загоном 731 прийшла в голову Крісу Картеру. Він сказав: «Загін 731 привернув мою увагу тоді ж, коли і багато інших американців, коли я прочитав статтю в Нью-Йорк Таймс про те, що робили японці із полоненими під час Другої світової війни». Також на нього вплинули фільми «На північ через північний захід» та «Поїзд», з яких і прийшла ідея зробити місцем дії потяг.
У сцені, де Малдер чіпляється за дах вагону, був використаний трос, натягнутий вздовж вагону, який потім прибрали за допомогою комп'ютерної графіки. Девід Духовни виконав цей трюк сам, без допомоги дублера. Сцену, де містер X виносить Малдера з вагона, зняли на фоні синього екрану, а вибух відзняли потім та додали за допомогою графіки. Для зйомок вибуху підірвали вагон за допомогою 170 літрів гасу та 120 порохових бомб. У сцені з братською могилою було використано 25 акторів у масках.

## Знімались
| Актор              | Роль                              |
| ------------------ | --------------------------------- |
| Девід Духовни      | Фокс Малдер                       |
| Джилліан Андерсон  | Дейна Скаллі                      |
| Стівен МакХетті    | Рудий Чоловік                     |
| Вільям Брюс Девіс  | Курець                            |
| Майкл Путтонен     | кондуктор поїзда                  |
| Роберт Іто         | доктор Такіо Ісімару та Широ Замо |
| Стівен Вільямс     | Містер Ікс                        |
| Дон С. Вільямс     | Перший Старійшина                 |
| Брендан Бейзер     | агент Пендрелл                    |
| Колін Каннінгхем   | Ескаланте                         |
| Вікторія Максвелл] | мати                              |